# Beaulieu-sous-la-Roche
Beaulieu-sous-la-Roche là một xã ở tỉnh Vendée trong vùng Pays de la Loire, Pháp. Xã này có diện tích 25,47 km², dân số năm 2006 là 1907 người. Xã này nằm ở khu vực có độ cao trung bình 55 mét trên mực nước biển.
Danh xưng dân địa phương trong tiếng Pháp là Bellolocustres .

## Biến động dân số
| Năm | 1962  | 1968  | 1975  | 1982  | 1990  | 1999  | 2006  |
| --- | ----- | ----- | ----- | ----- | ----- | ----- | ----- |
| Dân số | 1 219 | 1 261 | 1 303 | 1 482 | 1 632 | 1 727 | 1 907 |
| From the year 1962 on: No double counting—residents of multiple communes (e.g. students and military personnel) are counted only once. |       |       |       |       |       |       |       |